# Кім Юн Мі (футболістка)
Кім Юн Мі (кор. 김윤미; нар. 1 липня 1993) —  північнокорейська футболістка, гравець клубу «25 квітня» та збірної Корейської Народно-Демократичної Республіки.